# Amblysomus hottentotus
Taupe dorée hottentote
Espèce
Statut de conservation UICN

 LC  : Préoccupation mineure
Amblysomus hottentotus, la Taupe dorée hottentote, est une espèce de mammifères de la famille des Chrysochloridae. Elle vit sur la côte Est de l'Afrique du Sud et est peut-être également présente au Swaziland.

## Liste des sous-espèces
Selon GBIF (18 décembre 2021) :
- Amblysomus hottentotus hottentotus
- Amblysomus hottentotus iris Thomas & Schwann, 1905
- Amblysomus hottentotus longiceps (Broom, 1907)
- Amblysomus hottentotus meesteri Bronner, 2000
- Amblysomus hottentotus pondoliae Thomas & Schwann, 1905

## Systématique
Le nom scientifique valide complet (avec auteur) de ce taxon est Amblysomus hottentotus (A. Smith, 1829).